# David Hartman
David Hartman (ur. 11 września 1931 w Brownsville, Brooklyn, zm. 10 lutego 2013 w Jerozolimie) – izraelski rabin, filozof, założyciel Instytutu Hartmana w Jerozolimie.

## Życiorys
David Hartman kształcił się w jesziwach Chaim Berlin i Chabad-Lubawicz. W nowojorskim uniwersytecie Yeshiva uzyskał ordynację rabiniczną. W 1971 wraz z żoną Barbarą i pięciorgiem dzieci wyemigrował do Izraela. Pracę doktorską z filozofii obronił na Uniwersytecie McGilla (w Montrealu). Przez dwadzieścia lat prowadził wykłady z myśli żydowskiej na Uniwersytecie Hebrajskim w Jerozolimie. W 1976 w Jerozolimie założył Instytut „Shalom Hartman”, zajmujący się współczesną myślą żydowską i badaniami nad tożsamością Żydów. Obecnie instytutem kieruje jego syn Donniel.

## Nagrody
W 2000 roku otrzymał nagrodę Avi Chai. Był również doktorem honoris causa Uniwersytetu Yale.

## Publikacje
- 1998: A Living Covenant: The Innovative Spirit in Traditional Judaism
- 1999: A Heart of Many Rooms: Celebrating the Many Voices Within Judaism
- 2000: Israelis and the Jewish Tradition: An Ancient People Debating Its Future
- 2011: The God Who Hates Lies: Confronting and Rethinking Jewish Tradition